# Froschbergtunnel
Der Froschbergtunnel (auch Lippelsdorfer Tunnel genannt) liegt an der Bahnstrecke Probstzella–Neuhaus am Rennweg in Thüringen zwischen den Haltepunkten Gebersdorf (Kilometer 9,2) und Lippelsdorf  (Kilometer 11,4). Er ist 124 m lang und war der erste fertiggestellte Tunnel dieser Strecke. Er wurde in den Jahren 1897 bis 1898 erbaut und am 29. Oktober 1898 in Betrieb genommen. Der Betrieb der Bahnlinie ist seit den 1990er Jahren fast vollständig eingestellt (auch im Bereich dieses Tunnels).
Der Froschberg-Tunnel wurde für den eingleisigen Betrieb gebaut. Er liegt in einer langen Geraden und läuft am östlichen Ende in einen 39,5 m langen Bogen mit einem Radius von 180 m aus. Die maximale Steigung beträgt 21,1 Promille. Er ist mit Naturstein ausgemauert und mit Laubwald bewachsen.